# Frühbucherrabatt
Der Frühbucherrabatt ist in der Reisebranche ein Rabatt für Reisen, deren Buchung (Flugbuchung) langfristig vor Reiseantritt erfolgt. Der Gegensatz eines Früchbucherrabattes ist ein Last-Minute-Preis. Der Rabatt wird beispielsweise von Reiseveranstaltern gewährt für Pauschalreisen oder sonstige Dienstleistungen wie Flugreise, Hotel, Mietwagen oder bei Veranstaltungen (Messen, Schulungen oder Tagungen). Ausgangspunkt ist der Reisekatalogpreis oder Reisepreis, von dem der Rabatt abgezogen wird. Frühbucherangebote gibt es bereits vier bis sechs Monate vor der Reisesaison. Um einen Frühbucherrabatt handelt es sich auch, wenn bei einer 14-tägigen Urlaubsreise beispielsweise nur 12 Tage bezahlt werden müssen („14=12“).

## Rechtsfragen
Wird ein Frühbucherrabatt als eine befristete Rabattaktion angeboten, die ohne ersichtlichen Grund nach Ablauf der Frist weiter bestehen bleibt, so gilt dies in der Rechtsprechung als irreführende Werbung und wird damit als unzulässig eingestuft. Nach § 5 Abs. 1 Satz 2 Nr. 2 UWG ist eine geschäftliche Handlung irreführend, wenn sie unwahre Angaben oder sonstige zur Täuschung geeignete Angaben über den Anlass des Verkaufs wie das Vorhandensein eines besonderen Preisvorteils enthält. Eine Verlängerung der Frist für den Frühbucherrabatt ist nach dem zitierten Urteil allerdings zulässig, wenn die Umstände, welche die Verlängerung des Frühbucherrabatts ermöglichen, erst nach der Angebotsveröffentlichung auftreten. Der Verbraucher wird allgemein durch die zeitliche Begrenzung der Gewährung eines Rabattes gezwungen, die Kaufentscheidung unter einem Zeitdruck vorzunehmen, der die Gefahr begründet, dass ein ruhiger und genauer Leistungsvergleich verhindert und er sich nicht mehr mit Angeboten von Mitkonkurrenten befassen wird.

## Wirtschaftliche Aspekte
Vor allem im Dienstleistungssektor dient das Ertragsmanagement der Reiseveranstalter dazu, wegen kurzfristig nicht veränderbarer Kapazitäten (beispielsweise Sitzplätze in Flugzeugen, Hotelzimmer in Hotels) im Rahmen der Preispolitik eine zeitliche Preisdifferenzierung nach dem Buchungszeitpunkt vorzunehmen. Beim Buchungsverhalten der Nachfrager ist zu berücksichtigen, dass Geschäftsreisende eine höhere Preissensivität aufweisen als Touristen mit geringerem zeitlichen Vorlauf (last minute). Ziel der Anbieter ist es, über den Preis eine Vollauslastung ihrer vorhandenen Kapazität zu erreichen, um keine Umsatzerlöse durch leer bleibende Sitzplätze oder Hotelzimmer zu verlieren (Leerkosten), aber gleichzeitig nicht die freien Kapazitäten mit Niedrigpreis-Kunden zu belegen und hochpreisige Kunden abweisen zu müssen. Selbst bei Vollauslastung können nachträgliche Stornierungen oder No-shows für Einbußen sorgen. Der Frühbucherrabatt zielt vor allem auf Geschäftsreisende, last minute auf kurzentschlossene Touristen.
Am Beispiel einer Flugreise soll dies verdeutlicht werden:
| Preiskategorie | Anzahl Sitzplätze | Flugpreis (in €) | maximal möglicher Gesamterlös (in €) |
| -------------- | ----------------- | ---------------- | ------------------------------------ |
| Business Class | 100               | 420              | 42.000                               |
| Economy Class  | 150               | 330              | 49.500                               |
| Holiday-Tarif  | 50                | 180              | 9.000                                |
| Gesamt         | 300               | -                | 100.500                              |

Bei optimaler Ausschöpfung aller Preiskategorien (100 % Nutzkosten) ergibt sich ein maximaler Umsatzerlös von 100.500 € pro Flugzeug. Dieser ist jedoch nachfragebedingt meist nicht erzielbar. Ist der Holiday-Tarif ausgebucht, müssen weitere Kunden höhere Preiskategorien wählen oder scheiden als Kunden für diesen Flug aus. Um dies zu vermeiden, können im Flugzeug Movable Class Divider dafür sorgen, dass die Sitzplatzkapazität innerhalb der verschiedenen Beförderungsklassen bedarfsorientiert angepasst werden. Die Optimierung der Kapazitätsauslastung muss dafür sorgen, dass weder ein Angebotsüberhang zu Überkapazitäten führt, noch ein Nachfrageüberhang übrigbleibt, weil die Kapazitäten zu knapp kalkuliert wurden.
Ein Frühbucherrabatt dient der Ausschöpfung der Konsumentenrente.

## Abgrenzung
Frühbucherrabatte sind auf meist vier bis sechs Monate vor Reiseantritt begrenzt. Danach ist für eine Reise der Reisepreis ohne Rabatt zu bezahlen. Erfolgt die Buchung erst 14 Tage oder kürzer vor Reiseantritt, handelt es sich um eine last-minute-Reise, die ebenfalls mit einem Rabatt verbunden ist.